# 洞海城

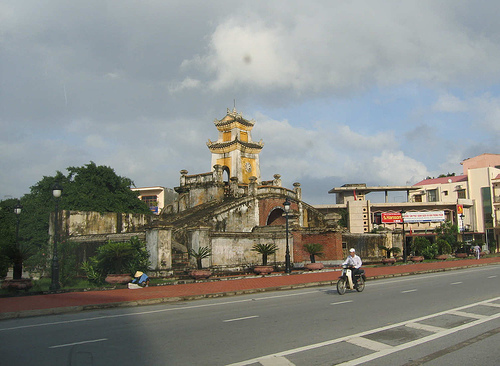
廣平門，大門剛修復的洞海城

洞海城（越南语：／），又名定北长城（越南语：／），位於廣平省省莅洞海市洞海坊的堡壘，座落於洞海獅王街附近。最初地基由阮朝阮福映於1812年開挖，而建築則由他的兒子明命帝接手建造完成。
法國殖民時期摧毀堡壘大部分結構，而1960年越戰又遭到美軍轟炸，破壞了剩下的部分。至今只剩下大門(位於新建的博物館旁)以及倚靠在公路旁的部分城牆，相當可惜。
2005年8月，廣平人民委員會花了31億越南盾修復堡壘，預計2001-2010年越南政府把這當成首要修復古蹟。